# High Energy Astronomy Observatory 3
HEAO 3 antes de ser lançado.
HEAO-3  (acrônimo de High-Energy Astronomy Observatory 3) foi um observatório espacial da NASA lançado em 20 de setembro de 1979 por meio de um foguete Atlas-Centaur a partir da Estação da Força Aérea de Cabo Canaveral.

## Características
O HEAO 3 fez parte de uma série de três observatórios espaciais dedicados à observação na faixa dos raios X e raios gama, continuando o trabalho feito por satélites como o ANS, os satélites da série OSO e SAS e os satélites Vela.
A missão do HEAO 3 era fazer uma varredura de todo o céu em raios gama e raios cósmicos. Foi lançado com uma inclinação orbital mais alta que o HEAO-1 e HEAO-2 porque estava mais focado no estudo dos raios cósmicos que penetram melhor na magnetosfera da Terra perto dos polos. Os objetivos principais eram determinar a composição isotópica dos raios cósmicos com massas atômicas entre 7 e 56, procurando raios cósmicos formados por núcleos super-pesados, de massas de até 120, e estudar a intensidade, espectro e evolução temporal de fontes de raios gama e X com energias entre 0,06 e 10 MeV.
O HEAO 3 foi injetado em uma órbita inicial de 504 km de apogeu e 485 km de perigeu, com uma inclinação orbital de 43,6 graus e um período de 94,5 minutos. Reentrou na atmosfera em 7 de dezembro de 1981.

## Experimentos
HEAO 3 levaba a bordo catro experimentos:
- Espectrômetro linear de raios gama.
- Detector de núcleos pesados.
- Espectrômetro de escudo para raios gama.
- Medidor de composição isotópica de raios cósmicos.